# Friese derby
Met de Friese derby worden de voetbalwedstrijden tussen de clubs SC Cambuur en sc Heerenveen aangeduid. Deze twee clubs zijn de enige clubs uit de provincie Friesland die in het betaald voetbal uitkomen en daarmee in de hoogste regionen van het voetbal in Nederland spelen. Ook kan de wedstrijd tussen beide clubs bestempeld worden als een noordelijke derby (niet te verwarren met de Derby van het Noorden).
In totaal hebben er 83 officiële wedstrijden (in competitie of bekertoernooi) tussen Cambuur en Heerenveen plaatsgevonden. Dit resulteerde in 41 keer winst voor Heerenveen, 22 keer een gelijkspel en 20 keer winst voor Cambuur.

## Geschiedenis

### Rivaliteit
Het duel kan gezien worden als een wedstrijd tussen stad en regio. Cambuur komt uit de provinciale hoofdstad Leeuwarden en haalt daar ook een groot deel van haar supporters vandaan. Heerenveen is een kleinere plaats, maar de club weet supporters te trekken uit de wijde regio. Uit de tenues van beide elftallen is dit ook min of meer af te leiden. Cambuur speelt in het geel en blauw, de stadskleuren van Leeuwarden. Heerenveen speelt sinds de jaren dertig in een blauw-wit tenue met daarop plompenbladen, die een verwijzing zijn naar de regio. Deze samenstelling is terug te vinden in de geschiedenis van een groot deel van Noord-Nederland, en komt terug in de Friese vlag en het wapen van de provincie Groningen.
De afstand tussen Heerenveen en Leeuwarden is ongeveer dertig kilometer. Omwille hiervan noemen supporters van beide clubs elkaar ook wel 'DKV', oftewel dertig kilometer verderop. Supporters van beide clubs beschouwen elkaar over het algemeen als de grote rivaal, hoewel Heerenveen in de eredivisie ook rivaliteit kent met FC Groningen. De wedstrijd tussen Cambuur en FC Groningen kent ook een vorm van (lichte) rivaliteit.

### Voorgeschiedenis
De rivaliteit draagt een geschiedenis. Voor de oprichting van Cambuur in 1964, en na de successen van LAC Frisia, was VV Leeuwarden de stedelijke voetbaltrots. Heerenveen, opgericht in 1920, en Leeuwarden troffen elkaar vaak in regionale competities, zoals die om het noordelijk kampioenschap en in de bekercompetitie. In totaal werd deze wedstrijd 39 keer gespeeld, ook legende Abe Lenstra speelde vele van deze wedstrijden. 28 keer won Heerenveen, de wedstrijd eindigde vier keer in een gelijkspel en Leeuwarden was zeven keer de winnaar.

### Cambuur – Heerenveen
Toen VV Leeuwarden in 1964 terugkeerde naar de amateurs, richtte Sietse Westra sportclub Cambuur op om profvoetbal voor de stad Leeuwarden te behouden. De club zou in haar beginjaar uitkomen in de landelijke Tweede divisie, evenals het al bestaande Heerenveen. De eerste twee derby's werden dat seizoen meteen gewonnen door Cambuur, zowel thuis (4–1) als uit (0–4). Het zouden de enige twee keren zijn dat de twee ploegen tegenover elkaar zouden staan in de tweede divisie. Cambuur werd in 1965 kampioen en promoveerde daarmee naar de eerste divisie. Vijf jaar later werd Heerenveen ook kampioen en dat betekende dat in het seizoen 1970/71 weer twee derby's op het programma zouden staan. Het was het begin van een lange geschiedenis van derby's in de Eerste divisie.
In de jaren negentig promoveerden beide ploegen naar de Eredivisie. Alleen Heerenveen was in staat zich structureel hand te haven en uit te groeien tot een club die bovenin mee kan draaien, terwijl Cambuur zowel financieel en sportief lang bleef bungelen in de eerste divisie. In het jaar 2013 promoveerde SC Cambuur opnieuw, waardoor de Friese derby opnieuw op het hoogste niveau te bewonderen is.

### Bijzonderheden
- Op 30 april 2000 stond de wedstrijd Cambuur-Heerenveen in de Eredivisie op het programma. Heerenveen zou middels een overwinning op Cambuur plaatsing voor de Champions League veilig stellen, terwijl Cambuur in degradatiezorgen verkeerde. De wedstrijd eindigde in 0–2, waardoor Heerenveen zeker was zich te mogen meten met de Europese top en degradatie voor Cambuur een stap dichterbij kwam.
- Op 26 januari 2014 won Cambuur na twintig jaar weer een Friese derby, voor het eerst in de Eredivisie in Leeuwarden en voor het eerst in dertig jaar weer in een thuiswedstrijd.
- Op 31 maart 2014 kondigde Cambuur aan dat hun trainer Dwight Lodeweges aan het einde van het seizoen over zal stappen naar Heerenveen.
- De snelste strafschop in de Eredivisie ooit werd gegeven tijdens deze wedstrijd. Op 19 oktober 2014 kreeg Heerenveen in de thuiswedstrijd al na negen seconden een strafschop.

## Uitslagen
| Seizoen | Competitie              | Thuisploeg         | Uitslag | Uitploeg           | Doelpuntenmakers                                                   | Doelpuntenmakers                                    |
| Seizoen | Competitie              | Thuisploeg         | Uitslag | Uitploeg           | Thuisploeg                                                         | Uitploeg                                            |
| ------- | ----------------------- | ------------------ | ------- | ------------------ | ------------------------------------------------------------------ | --------------------------------------------------- |
| 1950/51 | Eerste klasse A 1950/51 | Leeuwarden         | 2–4     | Heerenveen         | Onbekend                                                           | Onbekend                                            |
| 1950/51 | Eerste klasse A 1950/51 | Heerenveen         | 6–2     | Leeuwarden         | Onbekend                                                           | Onbekend                                            |
| 1952/53 | Eerste klasse B 1952/53 | Leeuwarden         | 6–0     | Heerenveen         | Onbekend                                                           |                                                     |
| 1952/53 | Eerste klasse B 1952/53 | Heerenveen         | 1–0     | Leeuwarden         |                                                                    | Onbekend                                            |
| 1954/55 | Eerste klasse A 1954/55 | Heerenveen         | 3–2     | Leeuwarden         | Abe Lenstra (2x), Marten Brandsma                                  | Hampie Bakker, Jitse de Groot                       |
| 1954/55 | Eerste klasse A 1954/55 | Leeuwarden         | n.v.t.  | Heerenveen         | Wedstrijd niet meer gespeeld                                       | Wedstrijd niet meer gespeeld                        |
| 1956/57 | Tweede divisie 1956/57  | Leeuwarden         | 8–2     | Heerenveen         | Jan Hoekema (4x), Gerrit Tardy (2x), André Hofman, Jaap van Oosten | Cees Groot (2x),                                    |
| 1956/57 | Tweede divisie 1956/57  | Heerenveen         | 3–1     | Leeuwarden         | Homme Siebenga, Cees Groot, Arp Hiemstra (e.d.)                    | André Hofman                                        |
| 1958/59 | KNVB beker 1958/59      | Heerenveen         | 1–0     | Leeuwarden         | Jack Oosten                                                        |                                                     |
| 1960/61 | KNVB beker 1960/61      | Heerenveen         | 2–0     | Leeuwarden         | Henk Weide, Sikke Venema                                           |                                                     |
| 1960/61 | KNVB beker 1960/61      | Leeuwarden         | 3–2     | Heerenveen         | Pier Alma, Jan Hoekema, Jaap Mulder                                | Siep de Jongh, Piet Fleur                           |
| 1961/62 | KNVB beker 1961/62      | Heerenveen         | 1–0     | Leeuwarden         | Hendrik Boensma                                                    |                                                     |
| 1962/63 | Tweede divisie 1962/63  | Leeuwarden         | 1–0     | Heerenveen         | Ben de Vries                                                       |                                                     |
| 1962/63 | Tweede divisie 1962/63  | Heerenveen         | 1–1     | Leeuwarden         | Eise Bosma                                                         | Marius Delgrosso                                    |
| 1963/64 | Tweede divisie 1963/64  | Leeuwarden         | 1–1     | Heerenveen         | Jaap Mulder                                                        | Henk Hainje                                         |
| 1963/64 | Tweede divisie 1963/64  | Heerenveen         | 1–1     | Leeuwarden         | Sicco Kuiper                                                       | Henk Iwema                                          |
| 1964/65 | Tweede divisie 1964/65  | SC Cambuur         | 4–1     | Heerenveen         | Arend van der Wel, Dirk Roelfsema, Gerard Lippold, Johan Wieringa  | Henk Hartkamp                                       |
| 1964/65 | Tweede divisie 1964/65  | Heerenveen         | 0–4     | SC Cambuur         |                                                                    | Johan Wieringa (2x), Jaap Mulder, Arend van der Wel |
| 1965/66 | KNVB beker 1965/66      | SC Cambuur         | 3–1     | Heerenveen         | Jaap Mulder, Oeki Hoekema, Pier Alma                               | Henk Klunder                                        |
| 1967/68 | KNVB beker 1967/68      | Heerenveen         | 0–0     | SC Cambuur         |                                                                    |                                                     |
| 1970/71 | Eerste divisie 1970/71  | Heerenveen         | 1–0     | SC Cambuur         | Cees Kist                                                          |                                                     |
| 1970/71 | Eerste divisie 1970/71  | SC Cambuur         | 2–1     | Heerenveen         | Gerrie de Jonge (2x)                                               | John van Wensveen                                   |
| 1971/72 | Eerste divisie 1971/72  | SC Cambuur         | 1–2     | Heerenveen         | Johan Vlietstra                                                    | Thomas Haan, Kees Kist                              |
| 1971/72 | Eerste divisie 1971/72  | Heerenveen         | 0–0     | SC Cambuur         |                                                                    |                                                     |
| 1972/73 | Eerste divisie 1972/73  | SC Cambuur         | 3–1     | Heerenveen         | Hans Ooft (2x), Gerrie de Jonge                                    | Ginus Meijerink                                     |
| 1972/73 | Eerste divisie 1972/73  | Heerenveen         | 2–0     | SC Cambuur         | Ginus Meijerink, Thomas Haan                                       |                                                     |
| 1973/74 | Eerste divisie 1973/74  | Heerenveen         | 2–0     | SC Cambuur         | Henk Zoetendal, Teun Kist                                          |                                                     |
| 1973/74 | Eerste divisie 1973/74  | SC Cambuur         | 0–1     | Heerenveen         |                                                                    | Ginus Meijerink                                     |
| 1974/75 | Eerste divisie 1974/75  | SC Cambuur         | 1–0     | Heerenveen         | Koko Hoekstra                                                      |                                                     |
| 1974/75 | Eerste divisie 1974/75  | Heerenveen         | 1–0     | SC Cambuur         | Mollo Eijer (e.d.)                                                 |                                                     |
| 1975/76 | Eerste divisie 1975/76  | Heerenveen         | 2–0     | SC Cambuur         | Johnny Jansen, Piet Boskma                                         |                                                     |
| 1975/76 | Eerste divisie 1975/76  | SC Cambuur         | 3–0     | Heerenveen         | Klaus Roosenburg, Jan Ferwerda, Jaap de Blaauw                     |                                                     |
| 1976/77 | Eerste divisie 1976/77  | SC Cambuur         | 1–0     | Heerenveen         | Henk de Groot                                                      |                                                     |
| 1976/77 | Eerste divisie 1976/77  | Heerenveen         | 4–1     | SC Cambuur         | Yme Boersma (2x), Piet Boskma, Age Postma                          | Henk Hommes                                         |
| 1977/78 | Eerste divisie 1977/78  | sc Heerenveen      | 2–1     | SC Cambuur         | Tjibbe Bruinsma, Eddy Bosman                                       | Klaus Roosenburg                                    |
| 1977/78 | Eerste divisie 1977/78  | SC Cambuur         | 1–1     | sc Heerenveen      | Jaap de Blaauw                                                     | Charley Kenter                                      |
| 1978/79 | Eerste divisie 1978/79  | SC Cambuur         | 0–0     | sc Heerenveen      |                                                                    |                                                     |
| 1978/79 | Eerste divisie 1978/79  | sc Heerenveen      | 1–0     | SC Cambuur         | Reinder Dolstra                                                    |                                                     |
| 1979/80 | Eerste divisie 1979/80  | sc Heerenveen      | 0–1     | SC Cambuur         |                                                                    | Gerrie Schouwenaar                                  |
| 1979/80 | Eerste divisie 1979/80  | SC Cambuur         | 2–2     | sc Heerenveen      | John van Wensveen, Rob McDonald                                    | Bert Middelkoop, Terry Hendriks                     |
| 1980/81 | Eerste divisie 1980/81  | sc Heerenveen      | 2–1     | SC Cambuur         | Jos Heijne, Jan Schulting                                          | Foeke Booy                                          |
| 1980/81 | Eerste divisie 1980/81  | SC Cambuur         | 3–0     | sc Heerenveen      | Hans Erkelens, Jan Verheijen (2x)                                  |                                                     |
| 1981/82 | Eerste divisie 1981/82  | SC Cambuur         | 0–0     | sc Heerenveen      |                                                                    |                                                     |
| 1981/82 | Eerste divisie 1981/82  | sc Heerenveen      | 1–0     | SC Cambuur         | Boy Nijgh                                                          |                                                     |
| 1982/83 | Eerste divisie 1982/83  | sc Heerenveen      | 2–2     | SC Cambuur         | Teun Kist (2x)                                                     | Henk Veldmate, Gerrie Schouwenaar                   |
| 1982/83 | Eerste divisie 1982/83  | SC Cambuur         | 2–2     | sc Heerenveen      | Geert Huitema, Henk Veldmate                                       | Eddy Bakker, Teun Kist                              |
| 1983/84 | Eerste divisie 1983/84  | sc Heerenveen      | 2–4     | SC Cambuur         | Teun Kist, Jan Hendriksen                                          | Ype Anema (2x), Jos Peltzer (2x)                    |
| 1983/84 | Eerste divisie 1983/84  | SC Cambuur         | 2–0     | sc Heerenveen      | Ype Anema (2x)                                                     |                                                     |
| 1984/85 | Eerste divisie 1984/85  | SC Cambuur         | 2–1     | sc Heerenveen      | Remco Boere, Willem van der Ark                                    | Gertjan Verbeek                                     |
| 1984/85 | Eerste divisie 1984/85  | sc Heerenveen      | 1–0     | SC Cambuur         | John van den Wildenberg                                            |                                                     |
| 1985/86 | Eerste divisie 1985/86  | sc Heerenveen      | 0–0     | SC Cambuur         |                                                                    |                                                     |
| 1985/86 | Eerste divisie 1985/86  | SC Cambuur         | 1–2     | sc Heerenveen      | Johan Groote                                                       | Eddy Bosman, Kees Kist                              |
| 1986/87 | Eerste divisie 1986/87  | SC Cambuur         | 1–1     | sc Heerenveen      | Mark Payne                                                         | Kees Kist                                           |
| 1986/87 | Eerste divisie 1986/87  | sc Heerenveen      | 2–1     | SC Cambuur         | Nico Runderkamp                                                    | Jan Schulting (2x)                                  |
| 1987/88 | Eerste divisie 1987/88  | sc Heerenveen      | 1–1     | SC Cambuur         | Jan de Jonge                                                       | Hans Erkelens                                       |
| 1987/88 | Eerste divisie 1987/88  | SC Cambuur         | 0–0     | sc Heerenveen      |                                                                    |                                                     |
| 1988/89 | Eerste divisie 1988/89  | SC Cambuur         | 1–1     | sc Heerenveen      | Willy Carbo                                                        | Stefan Hommeles                                     |
| 1988/89 | Eerste divisie 1988/89  | sc Heerenveen      | 4–0     | SC Cambuur         | Lubbe van Dijk (2x), Jan de Jonge, John van den Wildenberg         |                                                     |
| 1989/90 | Eerste divisie 1989/90  | Cambuur Leeuwarden | 0–2     | sc Heerenveen      |                                                                    | Richard Goulooze, Pieter Bijl                       |
| 1989/90 | Eerste divisie 1989/90  | sc Heerenveen      | 1–0     | Cambuur Leeuwarden | Lubbe van Dijk                                                     |                                                     |
| 1991/92 | Eerste divisie 1991/92  | sc Heerenveen      | 2–0     | Cambuur Leeuwarden | Marco Roelofsen, Geert Huitema                                     |                                                     |
| 1991/92 | Eerste divisie 1991/92  | Cambuur Leeuwarden | 0–0     | sc Heerenveen      |                                                                    |                                                     |
| 1992/93 | KNVB beker 1992/93      | Cambuur Leeuwarden | 0–3     | sc Heerenveen      |                                                                    | Erik Regtop, Erik Tammer, Gertjan Verbeek           |
| 1993/94 | Eredivisie 1993/94      | Cambuur Leeuwarden | 1–2     | sc Heerenveen      | Marcel Keizer                                                      | Piet Keur (2x)                                      |
| 1993/94 | Eredivisie 1993/94      | sc Heerenveen      | 1–2     | Cambuur Leeuwarden | Erik Regtop                                                        | Jack de Gier, Henny Meijer                          |
| 1994/95 | KNVB beker 1994/95      | Cambuur Leeuwarden | 1–1     | sc Heerenveen      | Willem van der Ark                                                 | Erik Tammer                                         |
| 1994/95 | KNVB beker 1994/95      | sc Heerenveen      | 3–2     | Cambuur Leeuwarden | Henny Meijer, Lee-Roy Echteld, Erik Regtop                         | Leonard van Utrecht, Jan Bruin                      |
| 1995/96 | KNVB beker 1995/96      | Cambuur Leeuwarden | 1–0     | sc Heerenveen      | Marcel Keizer                                                      |                                                     |
| 1996/97 | KNVB beker 1996/97      | sc Heerenveen      | 5–0     | Cambuur Leeuwarden | Jon Dahl Tomasson (2x), Romeo Wouden (2x), Walter Smak (e.d.)      |                                                     |
| 1997/98 | KNVB beker 1997/98      | sc Heerenveen      | 2–1     | Cambuur Leeuwarden | Ruud van Nistelrooy, Florin Constantinovici                        | Harry van der Laan                                  |
| 1998/99 | Eredivisie 1998/99      | sc Heerenveen      | 1–1     | Cambuur Leeuwarden | Radoslav Samardžić                                                 | Sandor van der Heide                                |
| 1998/99 | Eredivisie 1998/99      | Cambuur Leeuwarden | 0–0     | sc Heerenveen      |                                                                    |                                                     |
| 1999/00 | Eredivisie 1999/00      | sc Heerenveen      | 4–1     | Cambuur Leeuwarden | Anthony Lurling, Gérard de Nooijer, Daniel Jensen, Mika Nurmela    | Sandor van der Heide                                |
| 1999/00 | Eredivisie 1999/00      | Cambuur Leeuwarden | 0–2     | sc Heerenveen      |                                                                    | Valeri Popovitsj, Mika Nurmela                      |
| 2013/14 | Eredivisie 2013/14      | sc Heerenveen      | 2–1     | SC Cambuur         | Luciano Slagveer, Alfreð Finnbogason                               | Jody Lukoki                                         |
| 2013/14 | Eredivisie 2013/14      | SC Cambuur         | 3–1     | sc Heerenveen      | Elvis Manu, Bartholomew Ogbeche, Jody Lukoki                       | Alfreð Finnbogason                                  |
| 2014/15 | Eredivisie 2014/15      | sc Heerenveen      | 2–2     | SC Cambuur         | Mark Uth, Marlon Pereira Freire (e.d.)                             | Bartholomew Ogbeche, Etiënne Reijnen                |
| 2014/15 | Eredivisie 2014/15      | SC Cambuur         | 2–1     | sc Heerenveen      | Sander van de Streek (2x)                                          | Luciano Slagveer                                    |
| 2015/16 | Eredivisie 2015/16      | sc Heerenveen      | 2–0     | SC Cambuur         | Mitchell te Vrede, Wessel Dammers (e.d.)                           |                                                     |
| 2015/16 | Eredivisie 2015/16      | SC Cambuur         | 0–1     | sc Heerenveen      |                                                                    | Arber Zeneli                                        |
| 2021/22 | Eredivisie 2021/22      | SC Cambuur         | 1–2     | sc Heerenveen      | Roberts Uldriķis                                                   | Henk Veerman (2x)                                   |
| 2021/22 | Eredivisie 2021/22      | sc Heerenveen      | 3–3     | SC Cambuur         | Roberts Uldrikis, Robert Maulun, Mitchel Paulissen                 | Anas Tahiri, Sydney van Hooijdonk, Joost van Aken   |
| 2022/23 | Eredivisie 2022/23      | sc Heerenveen      | 2–1     | SC Cambuur         | Amin Sarr, Anas Tahiri                                             | Jamie Jacobs                                        |
| 2022/23 | Eredivisie 2022/23      | SC Cambuur         | 1–2     | sc Heerenveen      | Bjørn Johnsen                                                      | Osame Sahraoui, Milan van Ewijk                     |

### Wedstrijdstatistieken
| Wedstrijdstatistieken | Wedstrijdstatistieken | Wedstrijdstatistieken | Wedstrijdstatistieken | Wedstrijdstatistieken | Wedstrijdstatistieken | Wedstrijdstatistieken |
| Competitie            | Wedst.                | CAM                   | Gelijk                | HEE                   | DCAM                  | DHEE                  |
| --------------------- | --------------------- | --------------------- | --------------------- | --------------------- | --------------------- | --------------------- |
| Eredivisie            | 16                    | 3                     | 4                     | 9                     | 19                    | 28                    |
| Eerste divisie        | 42                    | 10                    | 13                    | 19                    | 36                    | 51                    |
| Tweede divisie        | 8                     | 4                     | 3                     | 1                     | 21                    | 9                     |
| Eerste klasse         | 5                     | 1                     | 0                     | 4                     | 12                    | 14                    |
| KNVB beker            | 10                    | 3                     | 2                     | 5                     | 11                    | 17                    |
| Totaal                | 83                    | 20                    | 22                    | 41                    | 97                    | 118                   |